# 前2世纪国家领导人列表
公元前2世纪（前200年—前101年）世界各国领导人列表。

## 非洲
| 國家             | 稱號           | 元首           | 在位時間                                           | 備注 |
| ---------------- | -------------- | -------------- | -------------------------------------------------- | ---- |
| 庫施             | Qore           | Arqamani       | 约前3世纪－前2世纪                                 |      |
|                  | Qore           | Adikhalamani   | 前2世纪前期                                        |      |
|                  | Kandake        | Shanakdakhete  | 前2世纪后期                                        |      |
|                  | Qore           | Tanyidamani    | 前2世纪－前1世纪                                   |      |
| 昔兰尼           | 昔兰尼國王     | 托勒密·阿皮翁  | 约前147年－前96年                                  |      |
| 茅利塔尼亞       | 茅利塔尼亞國王 | Bocchus I      | 约前110年－约前80年代                              |      |
| 努米底亞         | 努米底亞國王   | Vermina        | 前202年－？                                        |      |
|                  | 努米底亞國王   | Archobarzane   | ？                                                 |      |
|                  | 努米底亞國王   | 马西尼萨       | 前202年－前148年                                   |      |
|                  | 努米底亞國王   | 米奇普撒       | 前148年－前118年                                   |      |
|                  | 努米底亞國王   | 阿德赫巴尔     | 前118年－前117年、前117年－前112年                 |      |
|                  | 努米底亞國王   | Hiempsal一世   | 前117年                                            |      |
|                  | 努米底亞國王   | 朱古达         | 前117年－前105年                                   |      |
|                  | 努米底亞國王   | 高达           | 前105年－前88年                                    |      |
| 古埃及托勒密王国 | 埃及法老       | 托勒密五世     | 前204年－前181年                                   |      |
|                  | 埃及女王       | 克娄巴特拉一世 | 前187年－前176年                                   |      |
|                  | 埃及法老       | 托勒密六世     | 前181年－前164年 前163年－前145年                  |      |
|                  | 埃及法老       | 托勒密七世     | 前169年－前164年 前144年－前132年 前126年－前116年 |      |
|                  | 埃及女王       | 克娄巴特拉二世 | 前175年－前164年 前163年－前127年 前124年－前116年 |      |
|                  | 埃及法老       | 托勒密八世     | 前169年－前164年 前144年－前132年 前126年－前116年 |      |
|                  | 埃及女王       | 克娄巴特拉三世 | 前142年－前131年 前127年－前101年                  |      |
|                  | 埃及法老       | 托勒密九世     | 前116年－前110年 前110年－前109年 前88年－前81年   |      |
|                  | 埃及法老       | 托勒密十世     | 前110年－前109年 前107年－前88年                   |      |
|                  | 埃及法老       | 貝勒尼基三世   | 前101年－前88年 前81年－前80年                     |      |

## 亞洲

### 东亚
| 國家             | 稱號     | 元首       | 在位時間             | 備注 |
| ---------------- | -------- | ---------- | -------------------- | ---- |
| 中國汉朝         | 中國皇帝 | 漢高帝     | 前202年－前195年     |      |
|                  | 中國皇帝 | 漢惠帝     | 前195年－前188年     |      |
|                  | 中國皇帝 | 漢少帝     | 前188年－前184年     |      |
|                  | 中國皇帝 | 刘弘       | 前184年－前180年     |      |
|                  | 中國皇帝 | 漢文帝     | 前180年－前157年     |      |
|                  | 中國皇帝 | 漢景帝     | 前157年－前141年     |      |
|                  | 中國皇帝 | 漢武帝     | 前141年－前87年      |      |
| 匈奴             | 匈奴单于 | 冒顿单于   | 前209年 - 前174年    |      |
|                  | 匈奴单于 | 老上单于   | 前174年 - 前161年    |      |
|                  | 匈奴单于 | 军臣单于   | 前161年 - 前126年    |      |
|                  | 匈奴单于 | 伊稚斜单于 | 前126年 - 前114年    |      |
|                  | 匈奴单于 | 乌维单于   | 前114年 - 前105年    |      |
|                  | 匈奴单于 | 兒單于     | 前105年 - 前102年    |      |
|                  | 匈奴单于 | 呴犁湖单于 | 前102年 - 前101年    |      |
|                  | 匈奴单于 | 且鞮侯單于 | 前101年 - 前96年     |      |
| 乌孙             | 昆弥     | 难兜靡     | 前2世纪前期          |      |
|                  | 昆弥     | 猎骄靡     | 前117年 - 约前104年  |      |
|                  | 昆弥     | 军须靡     | 约前104年 - 约前93年 |      |
| 滇国             | 滇王     | 嘗羌       | 前122年 - 前109年    |      |
| 夜郎国           | 夜郎王   | 多同       | 前135年－前111年     |      |
| 南越国           | 南越王   | 赵佗       | 前204年－前137年     |      |
|                  | 南越王   | 赵眜       | 前137年—前125年      |      |
|                  | 南越王   | 赵婴齐     | 前125年—前113年      |      |
|                  | 南越王   | 赵兴       | 前113年—前112年      |      |
|                  | 南越王   | 赵建德     | 前112年              |      |
| 闽越国           | 闽越王   | 无诸       | 前209年－？          |      |
|                  | 闽越王   | 郢         | ？－前135年          |      |
|                  | 繇王     | 丑         | 前135年－？          |      |
|                  | 繇王     | 居股       | ？－前110年          |      |
|                  | 东越王   | 余善       | 前135年－前110年     |      |
| 東瓯国           | 東瓯王   | 搖         | 前192－？            |      |
| 南海国           | 南海王   | 織         | 前195—前174之前      |      |
| 古朝鲜           | 朝鲜王   | 衛滿       | 前194年－？          |      |
|                  | 朝鲜王   | 衛右渠     | ？－前108年          |      |
| 日本（傳說時期） | 日本天皇 | 孝元天皇   | 前214年－前158年     |      |
|                  | 日本天皇 | 开化天皇   | 前158年－前98年      |      |

### 南亚
| 國家     | 王朝             | 元首           | 在位時間                            | 備注 |
| -------- | ---------------- | -------------- | ----------------------------------- | ---- |
| 印度     | 孔雀王朝         | 提婆伐摩       | 前202年 - 前195年                   |      |
|          | 孔雀王朝         | 萨塔陀拉       | 前195年 - 前187年                   |      |
|          | 孔雀王朝         | 巨车王         | 前187年 - 前180年                   |      |
|          | 百乘王朝         | 黑暗王         | 前205年 - 前187年                   |      |
|          | 百乘王朝         | 娑多迦罗尼一世 | 前187年 - 前177年                   |      |
|          | 百乘王朝         | Purnotsanga    | 前177年 - 前159年                   |      |
|          | 百乘王朝         | Skandhastambhi | 前159年 - 前141年                   |      |
|          | 百乘王朝         | 娑多迦罗尼二世 | 前141年 - 前85年                    |      |
|          | 巽伽王朝         | 华友王         | 前185年 - 前149年                   |      |
|          | 巽伽王朝         | 阿耆尼密多罗   | 前149年 - 前141年                   |      |
|          | 巽伽王朝         | 婆苏逝瑟吒     | 前141年 - 前131年                   |      |
|          | 巽伽王朝         | 婆苏密多罗     | 前131年 - 前124年                   |      |
|          | 巽伽王朝         | Bhagabhadra    | 约前110年                           |      |
| 斯里兰卡 | 阿努拉达普拉王国 | Ellalan        | 前205年 - 前161年                   |      |
|          | 阿努拉达普拉王国 | Dutugamunu     | 前161年 - 前137年                   |      |
|          | 阿努拉达普拉王国 | Saddha Tissa   | 前137年 - 前119年                   |      |
|          | 阿努拉达普拉王国 | Thulatthana    | 前119年 - 前119年                   |      |
|          | 阿努拉达普拉王国 | Lanja Tissa    | 前119年 - 前109年                   |      |
|          | 阿努拉达普拉王国 | Khallata Naga  | 前109年 - 前104年                   |      |
|          | 阿努拉达普拉王国 | Valagamba      | 前104年 - 前103年 约前89年 - 前77年 |      |
|          | 阿努拉达普拉王国 | Pulahatta      | 前103年 - 前100年                   |      |

### 西亚
| 國家                 | 稱號                                          | 元首                       | 在位時間                        | 備注 |
| -------------------- | --------------------------------------------- | -------------------------- | ------------------------------- | ---- |
| 比提尼亞王国         | 比提尼亞国王                                  | 普鲁西阿斯一世             | 前228年 - 前182年               |      |
|                      | 比提尼亞国王                                  | 普鲁西阿斯二世             | 前182年 - 前149年               |      |
|                      | 比提尼亞国王                                  | 尼科美德二世               | 前149年 - 前127年               |      |
|                      | 比提尼亞国王                                  | 尼科美德三世               | 前127年 - 前94年                |      |
| 博斯普鲁斯王国       | 博斯普鲁斯王                                  | 许癸埃农                   | 约前220年 - 约前200年           |      |
|                      | 博斯普鲁斯王                                  | 斯巴托科斯五世             | 约前200年 - 约前180年           |      |
|                      | 博斯普鲁斯王                                  | 伯里萨德三世               | 约前180年 - 约前150年           |      |
|                      | 博斯普鲁斯国王                                | 伯里萨德四世               | 约前150年 - 约前125年           |      |
|                      | 博斯普鲁斯王                                  | 伯里萨德五世               | 约前125年 - 前108年             |      |
| 卡帕多细亚           | 卡帕多细亚王                                  | 阿里阿拉特四世             | 前220年 - 前163年               |      |
|                      | 卡帕多细亚王                                  | 阿里阿拉特五世             | 前163年 - 前130年               |      |
|                      | 卡帕多细亚王                                  | 卡帕多細亞的歐洛斐涅斯     | 前157年                         |      |
|                      | 卡帕多细亚王                                  | 阿里阿拉特六世             | 前130年 - 前116年               |      |
|                      | 卡帕多细亚王                                  | 阿里阿拉特七世             | 前116年 - 前101年               |      |
|                      | 卡帕多细亚王（罗马统治下）                    | 阿里阿拉特八世             | 前101年 - 前96年                |      |
| 查拉塞尼             | 查拉塞尼国王                                  | Hyspaosines                | 前127年 - 前124年               |      |
|                      | 查拉塞尼国王                                  | Apodakos                   | 前110/09年 - 前104/03年         |      |
| 科爾基斯             | 科爾基斯王                                    | Saulaces                   | 前2世纪                         |      |
| 科馬基尼王國         | 科马基尼国王                                  | 托勒密厄斯                 | 前163年－前130年                |      |
|                      | 科馬基尼國王                                  | 萨姆斯二世                 | 前130年－前109年                |      |
|                      | 科馬基尼國王                                  | 米特里達梯一世             | 前109年－前70年                 |      |
| 埃利迈斯王国         | 埃利迈斯王（安息统治下）                      | Kamnaskires I Megas Soter, | 约前147年–约前145年             |      |
|                      | 埃利迈斯王（安息统治下）                      | Kamnaskires II Nikephoros  | 约前145年–约前139年             |      |
|                      | 埃利迈斯王（安息统治下）                      | Okkonapses                 | 约前139/8年                     |      |
|                      | 埃利迈斯王（安息统治下）                      | Tigraios                   | 约前138/7年–约前133/2年         |      |
|                      | 埃利迈斯王（安息统治下）                      | Darius                     | 约前129年之前                   |      |
| 希腊-巴克特里亚王国  | 国王                                          | 歐西德莫斯一世             | 前230年–前200年                 |      |
|                      | 国王                                          | 德米特里一世               | 前200年–前180年                 |      |
|                      | 国王                                          | 歐西德莫斯二世             | 前180年                         |      |
|                      | 国王                                          | 安提瑪科斯一世             | 前185年–前170年                 |      |
|                      | 国王                                          | 潘達雷昂                   | 前190年–前180年                 |      |
|                      | 国王                                          | 阿加托克利斯               | 前190年–前180年                 |      |
|                      | 国王                                          | 德米特里二世               | 前155年–前150年                 |      |
|                      | 国王                                          | 歐克拉提德一世             | 前170年–前145年                 |      |
|                      | 国王                                          | 柏拉圖                     | 前166年                         |      |
|                      | 国王                                          | 欧克拉提德二世             | 前145年–前140年                 |      |
|                      | 国王                                          | 赫利奥克勒斯一世           | 前145年–前130年                 |      |
| 印度-希臘王國        | 希腊-巴克特里亚国王、印度-希腊国王            | 德米特里一世               | 前205年–前171年                 |      |
|                      | 阿拉霍西亚、犍陀罗国王                        | 潘達雷昂                   | 前190年–前185年                 |      |
|                      | 帕洛帕米萨达国王                              | 阿加托克利斯               | 前190年–前180年                 |      |
|                      | 希腊-巴克特里亚国王                           | 安提瑪科斯一世             | 前185年–前170年                 |      |
|                      | 帕洛帕米萨达、阿拉霍西亚、犍陀罗、 旁遮普国王 | 阿波羅多特斯一世           | 前180年–前160年                 |      |
|                      | 帕洛帕米萨达、阿拉霍西亚、犍陀罗、旁遮普国王  | 安提瑪科斯二世             | 前172年–前167年                 |      |
|                      | 巴克特里亚国王                                | 德米特里二世               | 前155年–前150年                 |      |
|                      | 帕洛帕米萨达、阿拉霍西亚、犍陀罗、旁遮国王    | 米南德一世                 | 前155年–前130年                 |      |
|                      | 帕洛帕米萨达、阿拉霍西亚国王                  | 祖羅斯一世                 | 前130年–前120年                 |      |
|                      | 犍陀罗、旁遮普女王                            | 阿伽托克雷娅               | 前130年–前125年                 |      |
|                      | 帕洛帕米萨达、阿拉霍西亚国王                  | 呂西阿斯                   | 前120年–前110年                 |      |
|                      | 犍陀罗、旁遮普国王                            | 斯特拉托一世               | 前125年–前110年                 |      |
|                      | 帕洛帕米萨达、阿拉霍西亚、犍陀罗国王          | 安提奥西达斯               | 前115年–前95年                  |      |
|                      | 犍陀罗、旁遮普国王                            | 赫利奥克勒斯二世           | 前110年–前100年                 |      |
|                      | 帕洛帕米萨达、阿拉霍西亚国王                  | 波利克赛诺斯               | 约前100年                       |      |
|                      | 犍陀罗、旁遮普国王                            | 德米特里三世               | 约前100年                       |      |
|                      | 帕洛帕米萨达、阿拉霍西亚、犍陀罗、旁遮普国王  | 费罗萨努斯                 | 前100年–前95年                  |      |
| 犹地亚: 哈斯蒙尼王朝 | 马加比家族领袖                                | 猶大·馬加比                | 前167年–前160年                 |      |
|                      | 马加比家族领袖 亲王                           | 約拿單·亞腓斯              | 前160年–前152年 前152年–前143年 |      |
|                      | 大祭司 亲王                                   | 西蒙·马加比乌斯            | 前142年–前135年 前141年–前135年 |      |
|                      | 大祭司、亲王                                  | 约翰·海卡努斯              | 前134年–前104年                 |      |
|                      | 國王、大祭司                                  | 亚里士多德一世             | 前104年–前103年                 |      |
|                      | 國王、大祭司                                  | 亚历山大·詹纳乌斯          | 前103年–前76年                  |      |
| 纳巴泰王國           | 纳巴泰国王                                    | Aretas一世                 | 约前169年                       |      |
|                      | 納巴泰國王                                    | Aretas二世                 | 前120/110年－前96年             |      |
| 奥斯若恩             | 奥斯若恩国王                                  | Aryu                       | 前132年－前127年                |      |
|                      | 奥斯若恩国王                                  | Abdu                       | 前127年－前120年                |      |
|                      | 奥斯若恩国王                                  | Fradhasht                  | 前120年－前115年                |      |
|                      | 奥斯若恩国王                                  | Bakru一世                  | 前115年－前112年                |      |
|                      | 奥斯若恩国王                                  | Bakru二世                  | 前112年－前94年                 |      |
| 帕加马王国           | 阿塔罗斯王朝国王                              | 阿塔罗斯一世               | 前241年–前197年                 |      |
|                      | 阿塔罗斯王朝国王                              | 欧迈尼斯二世               | 前197年–前160年                 |      |
|                      | 阿塔罗斯王朝国王                              | 阿塔罗斯二世               | 前160年–前138年                 |      |
|                      | 阿塔罗斯王朝国王                              | 阿塔罗斯三世               | 前138年–前133年                 |      |
|                      | 阿塔罗斯王朝国王                              | 阿里斯东尼克               | 前133年–前128年                 |      |
| 安息帝国             | 安息国王                                      | 阿尔沙克二世               | 前217年－前191年                |      |
|                      | 安息国王                                      | 弗里阿帕提乌斯             | 前191年－前176年                |      |
|                      | 安息国王                                      | 弗拉特斯一世               | 前176年－前171年                |      |
|                      | 安息国王                                      | 米特里達梯一世             | 前171年－前138年                |      |
|                      | 安息国王                                      | 弗拉特斯二世               | 前138年－前127年                |      |
|                      | 安息女王                                      | 阿尔达班一世               | 前127年－前124年                |      |
|                      | 安息国王                                      | 米特里达梯二世             | 前124年－前91年                 |      |
| 本都王国             | 本都国王                                      | 米特里达梯三世             | 前210年－前190年                |      |
|                      | 本都国王                                      | 法尔奈克一世               | 前190年－前155年                |      |
|                      | 本都国王                                      | 米特里达梯四世             | 前155年－前150年                |      |
|                      | 本都国王                                      | 米特里达梯五世             | 前150年－前121年                |      |
|                      | 本都国王                                      | 米特里达梯六世             | 前121年－前63年                 |      |
| 塞琉古帝国           | 塞琉古国王                                    | 安条克三世                 | 前223年–前187年                 |      |
|                      | 塞琉古国王                                    | 塞琉古四世                 | 前187年–前175年                 |      |
|                      | 塞琉古国王                                    | 安条克四世                 | 前175年–前164年                 |      |
|                      | 塞琉古国王                                    | 安条克五世                 | 前164年–前162年                 |      |
|                      | 塞琉古国王                                    | 德米特里一世               | 前161年–前150年                 |      |
|                      | 塞琉古国王                                    | 亚历山大·巴拉斯            | 前154年–前145年                 |      |
|                      | 塞琉古国王                                    | 德米特里二世               | 前145年–前138年 前129年–前126年 |      |
|                      | 塞琉古国王                                    | 安条克六世                 | 前145年–前142年                 |      |
|                      | 塞琉古国王                                    | 狄奥多特·特里丰            | 前142年–前138年                 |      |
|                      | 塞琉古国王                                    | 安条克七世                 | 前138年–前129年                 |      |
|                      | 塞琉古国王                                    | 亞歷山大二世               | 前129年–前123年                 |      |
|                      | 塞琉古国王                                    | 克利奥帕特拉·特阿          | 前126年–前123年                 |      |
|                      | 塞琉古国王                                    | 塞琉古五世                 | 前126年/前125年                 |      |
|                      | 塞琉古国王                                    | 安条克八世                 | 前125年–前96年                  |      |
|                      | 塞琉古国王                                    | 安条克九世                 | 前114年–前96年                  |      |

## 歐洲

### 巴尔干半岛
| 國家                 | 王朝           | 元首          | 在位時間         | 備注 |
| -------------------- | -------------- | ------------- | ---------------- | ---- |
| 马其顿王国           | 安提哥那王朝   | 腓力五世      | 前221年－前179年 |      |
|                      | 安提哥那王朝   | 珀尔修斯      | 前179年－前168年 |      |
|                      | 安提哥那王朝   | 安德里斯库斯  | 前149年－前148年 |      |
| 色雷斯奥德里西亚王国 | 奥德里西亚国王 | Seuthes四世   | 前215年－前190年 |      |
|                      | 奥德里西亚国王 | Pleuratus一世 | 前213年－前208年 |      |
|                      | 奥德里西亚国王 | Amatokos三世  | 前184年          |      |
|                      | 奥德里西亚国王 | Cotys四世     | 前171年－前167年 |      |
|                      | 奥德里西亚国王 | Teres三世     | 前149年左右      |      |
|                      | 奥德里西亚国王 | Beithys       | 前140年－前120年 |      |
|                      | 奥德里西亚国王 | Cotys五世     | 前120年－前？年  |      |

### 东欧
| 國家   | 稱號       | 元首       | 在位時間 | 備注 |
| ------ | ---------- | ---------- | -------- | ---- |
| 達契亞 | 達契亞国王 | Rubobostes | 前2世纪  |      |
|        | 達契亞国王 | Oroles     | 前2世纪  |      |

### 高加索
| 國家       | 稱號                           | 元首             | 在位時間         | 備注 |
| ---------- | ------------------------------ | ---------------- | ---------------- | ---- |
| 亞美尼亞   | 亞美尼亞国王（奥龙特王朝）     | 奥隆特斯三世     | 前212年－前200年 |      |
|            | 亞美尼亞国王（阿爾塔克夏王朝） | 阿尔塔什斯一世   | 前190年－前159年 |      |
|            | 亞美尼亞国王（阿爾塔克夏王朝） | 阿尔塔瓦兹德一世 | 前159年－前123年 |      |
|            | 亞美尼亞国王（阿爾塔克夏王朝） | 提格兰一世       | 前123年－前95年  |      |
| 东伊比利亚 | 东伊比利亚國王                 | 紹爾瑪格一世     | 前234年－前159年 |      |
|            | 东伊比利亚國王                 | 米利安一世       | 前159年－前109年 |      |
|            | 东伊比利亚國王                 | 法爾納喬姆       | 前109年－前90年  |      |

### 南欧
罗马（执政官）：
- 前200年 普布利乌斯·苏尔皮基乌斯·加尔巴·马克西姆斯 II；盖乌斯·奥雷里乌斯·科塔
- 前199年 卢基乌斯·科尔内利乌斯·雷恩图鲁斯；普布利乌斯·维利乌斯·塔普鲁斯
- 前198年 提图斯·昆克蒂乌斯·弗拉米宁；塞克斯图斯·阿埃利乌斯·帕埃图斯·卡图斯
- 前197年 盖乌斯·科尔内利乌斯·凯特库斯；昆图斯·米努基乌斯·鲁弗斯
- 前196年 马尔库斯·克劳狄·马尔凯鲁斯；卢基乌斯·弗里乌斯·普尔普雷奥
- 前195年 马尔库斯·波尔基乌斯·加图；卢基乌斯·瓦莱里乌斯·弗拉库斯
- 前194年 普布利乌斯·科尔内利乌斯·西庇阿·阿非利加努斯 II；提贝里乌斯·塞姆普罗尼乌斯·隆古斯
- 前193年 卢基乌斯·科尔内利乌斯·梅鲁拉；奥卢斯·米努基乌斯·特尔姆斯
- 前192年 卢基乌斯·昆克蒂乌斯·弗拉米宁；克奈乌斯·多米蒂乌斯·阿赫诺巴布斯
- 前191年 普布利乌斯·科尔内利乌斯·西庇阿·纳西卡；马尼乌斯·阿基利乌斯·格拉布里奥
- 前190年 卢基乌斯·科尔内利乌斯·西庇阿·亚细亚提库斯；盖乌斯·拉埃利乌斯
- 前189年 马尔库斯·弗尔维乌斯·诺比利奥尔；格奈乌斯·曼利乌斯·乌尔索
- 前188年 马尔库斯·瓦莱里乌斯·梅萨拉；盖乌斯·李维·萨利纳托尔
- 前187年 马尔库斯·埃米利乌斯·雷必达 I；盖乌斯·弗拉米尼
- 前186年 斯普里乌斯·波斯图米乌斯·阿尔比努斯；昆图斯·马尔基乌斯·菲利普斯 I
- 前185年 阿庇乌斯·克劳狄·普尔克尔；马尔库斯·塞姆普罗尼乌斯·图迪塔努斯
- 前184年 普布利乌斯·克劳狄·普尔克尔；卢基乌斯·波尔基乌斯·利基努斯
- 前183年 马尔库斯·克劳狄·马尔凯鲁斯；昆图斯·费边·拉比奥
- 前182年 卢基乌斯·埃米利乌斯·保卢斯·马其顿尼库斯 I；克奈乌斯·巴埃比乌斯·塔姆菲鲁斯
- 前181年 普布利乌斯·科尔内利乌斯·凯特古斯；马尔库斯·巴埃比乌斯·塔姆菲鲁斯
- 前180年 奥卢斯·波斯图米乌斯·阿尔比努斯（或卢斯库斯）；盖乌斯·卡尔普尔尼乌斯·皮索
  - 补任：昆图斯·弗尔维乌斯·弗拉库斯
- 前179年 昆图斯·弗尔维乌斯·弗拉库斯；卢基乌斯·曼利乌斯·阿基迪努斯·弗尔维安努斯
- 前178年 马尔库斯·尤尼乌斯·布鲁图；奥卢斯·曼利乌斯·乌尔索
- 前177年 提贝里乌斯·塞姆普罗尼乌斯·格拉古 I；盖乌斯·克劳狄·普尔克尔
- 前176年 克奈乌斯·科尔内利乌斯·西庇阿·希斯帕卢斯；昆图斯·佩蒂利乌斯
  - 补任：盖乌斯·瓦莱里乌斯·拉埃维努斯
- 前175年 普布利乌斯·姆基乌斯·斯凯沃拉；马尔库斯·埃米利乌斯·雷必达 II
- 前174年 斯普里乌斯·波斯图米乌斯·阿尔比努斯·保卢鲁斯；昆图斯·姆基乌斯·斯凯沃拉
- 前173年 卢基乌斯·波斯图米乌斯·阿尔比努斯；马尔库斯·波皮利乌斯·拉埃纳斯
- 前172年 盖乌斯·波皮利乌斯·拉埃纳斯 I；普布利乌斯·埃利乌斯·利古斯
- 前171年 普布利乌斯·李锡尼·克拉苏；盖乌斯·卡西乌斯·隆吉努斯
- 前170年 奥卢斯·霍斯蒂利乌斯·曼基努斯；奥卢斯·阿蒂利乌斯·塞尔拉努斯
- 前169年 昆图斯·马尔基乌斯·菲利普斯 II；格奈乌斯·塞尔维利乌斯·卡埃皮奥
- 前168年 卢基乌斯·埃米利乌斯·保卢斯·马其顿尼库斯 II；盖乌斯·李锡尼·克拉苏
- 前167年 昆图斯·埃利乌斯·帕埃图斯；马尔库斯·尤尼乌斯·佩恩努斯
- 前166年 马尔库斯·克劳狄·马尔凯鲁斯 I；盖乌斯·苏尔皮基乌斯·加尔巴
- 前165年 提贝里乌斯·曼利乌斯·托尔卡图斯；格奈乌斯·屋大维
- 前164年 奥卢斯·曼利乌斯·托尔卡图斯；昆图斯·卡西乌斯·隆吉努斯
- 前163年 提贝里乌斯·塞姆普罗尼乌斯·格拉古 II；马尔库斯·尤维恩蒂乌斯·塔尔纳
- 前162年 普布利乌斯·科尔内利乌斯·西庇阿·纳西卡·科尔库卢姆 I；盖乌斯·马尔基乌斯·菲古鲁斯 I
  - 补任：普布利乌斯·科尔内利乌斯·莱恩图鲁斯；格奈乌斯·多米蒂乌斯·阿赫诺巴布斯
- 前161年 马尔库斯·瓦莱里乌斯·梅萨拉；盖乌斯·法恩尼乌斯·斯特拉波
- 前160年 卢基乌斯·阿尼基乌斯·加鲁斯；马尔库斯·科尔内利乌斯·凯特古斯
- 前159年 克奈乌斯·科尔内利乌斯·多拉贝拉；马尔库斯·弗尔维乌斯·诺比利奥尔
- 前158年 马尔库斯·埃米利乌斯·雷必达；盖乌斯·波皮利乌斯·拉埃纳斯 II
- 前157年 塞克斯图斯·尤利乌斯·凯撒；卢基乌斯·奥雷利乌斯·奥雷斯特斯
- 前156年 卢基乌斯·科尔内利乌斯·莱恩图鲁斯·卢普斯；盖乌斯·马尔基乌斯·菲古鲁斯 II
- 前155年 普布利乌斯·科尔内利乌斯·西庇阿·纳西卡·科尔库卢姆 II；马尔库斯·克劳狄·马尔凯鲁斯 II
- 前154年 昆图斯·奥皮米乌斯；卢基乌斯·波斯图米乌斯·阿尔比努斯
- 前153年 昆图斯·弗尔维乌斯·诺比利奥尔；提贝里乌斯·安尼乌斯·卢斯库斯
- 前152年 卢基乌斯·瓦莱里乌斯·弗拉库斯；马尔库斯·克劳狄·马尔凯鲁斯 III
- 前151年 卢基乌斯·李锡尼·卢库鲁斯；奥卢斯·波斯图米乌斯·阿尔比努斯
- 前150年 马尼乌斯·阿基利乌斯·巴尔布斯；提贝里乌斯·昆克蒂乌斯·弗拉米尼
- 前149年 卢基乌斯·马尔基乌斯·凯恩索里努斯；马尼乌斯·曼利乌斯
- 前148年 斯普里乌斯·波斯图米乌斯·阿尔比努斯·马格努斯；卢基乌斯·卡尔普尔尼乌斯·皮索·卡埃索尼努斯
- 前147年 普布利乌斯·科尔内利乌斯·西庇阿·埃米利安努斯·阿非利加努斯 I；盖乌斯·李维·德鲁苏斯
- 前146年 卢基乌斯·姆米乌斯·亚该亚库斯；格奈乌斯·科尔内利乌斯·莱恩图鲁斯
- 前145年 昆图斯·费边·马克西穆斯·埃米利安努斯；卢基乌斯·霍斯蒂利乌斯·曼基努斯
- 前144年 塞尔维乌斯·苏尔皮基乌斯·加尔巴；卢基乌斯·奥雷利乌斯·科塔
- 前143年 昆图斯·卡埃基利乌斯·梅特鲁斯·马其顿尼库斯；阿庇乌斯·克劳狄·普尔克尔
- 前142年 卢基乌斯·卡埃基利乌斯·梅特鲁斯·卡尔乌斯；昆图斯·费边·马克西姆斯·塞尔维利安努斯
- 前141年 克奈乌斯·塞尔维利乌斯·卡埃皮奥；昆图斯·庞培
- 前140年 盖乌斯·拉埃利乌斯·萨皮恩斯；昆图斯·塞尔维利乌斯·卡埃皮奥
- 前139年 克奈乌斯·卡尔普尔尼乌斯·皮索；马尔库斯·波皮利乌斯·拉埃纳斯
- 前138年 普布利乌斯·科尔内利乌斯·西庇阿·纳西卡·塞拉皮奥；迪基姆斯·尤尼乌斯·布鲁图·加莱库斯
- 前137年 马尔库斯·埃米利乌斯·雷必达·波尔基纳；盖乌斯·霍斯蒂利乌斯·曼基努斯
- 前136年 卢基乌斯·弗里乌斯·斐鲁斯；塞克斯图斯·阿蒂利乌斯·塞尔拉努斯
- 前135年 塞尔维乌斯·弗尔维乌斯·弗拉库斯；昆图斯·卡尔普尔尼乌斯·皮索
- 前134年 普布利乌斯·科尔内利乌斯·西庇阿·埃米利安努斯·阿非利加努斯 II；盖乌斯·弗尔维乌斯·弗拉库斯
- 前133年 普布利乌斯·姆基乌斯·斯凯沃拉；卢基乌斯·卡尔普尔尼乌斯·皮索·弗鲁吉
- 前132年 普布利乌斯·波皮利乌斯·拉埃纳斯；普布利乌斯·鲁皮利乌斯
- 前131年 普布利乌斯·李锡尼·克拉苏·迪维斯·姆基安努斯；卢基乌斯·瓦莱里乌斯·弗拉库斯
- 前130年 卢基乌斯·科尔内利乌斯·莱恩图鲁斯；马尔库斯·佩尔佩尔纳
  - 补任：阿庇乌斯·克劳狄·尼禄
- 前129年 盖乌斯·塞姆普罗尼乌斯·图迪塔努斯；马尼乌斯·阿基利乌斯
- 前128年 克奈乌斯·屋大维；提图斯·安尼乌斯·鲁弗斯
- 前127年 卢基乌斯·卡西乌斯·隆吉努斯·拉维拉；卢基乌斯·科尔内利乌斯·秦纳
- 前126年 马尔库斯·埃米利乌斯·雷必达；卢基乌斯·奥雷利乌斯·奥雷斯特斯
- 前125年 马尔库斯·弗尔维乌斯·弗拉库斯；马尔库斯·普拉乌蒂乌斯·希普萨埃乌斯
- 前124年 盖乌斯·卡西乌斯·隆吉努斯；盖乌斯·塞克斯蒂乌斯·卡尔维努斯
- 前123年 昆图斯·卡埃基利乌斯·梅特鲁斯·巴利阿里库斯；提图斯·昆克蒂乌斯·弗拉米尼
- 前122年 克奈乌斯·多米蒂乌斯·阿赫诺巴布斯；盖乌斯·法尼乌斯
- 前121年 卢基乌斯·奥皮米乌斯；昆图斯·费边·马克西姆斯·阿尔洛布罗吉库斯
- 前120年 盖乌斯·帕皮里乌斯·卡尔博；普布利乌斯·马尼利乌斯
- 前119年 卢基乌斯·卡埃基利乌斯·梅特鲁斯·达尔马提库斯；卢基乌斯·奥雷利乌斯·科塔
- 前118年 马尔库斯·波尔基乌斯·加图；昆图斯·马尔基乌斯·雷克斯
- 前117年 卢基乌斯·卡埃基利乌斯·梅特鲁斯·迪亚德马图斯；昆图斯·姆基乌斯·斯凯沃拉·奥古尔
- 前116年 盖乌斯·李锡尼·格塔；昆图斯·费边·马克西姆斯·埃布尔努斯
- 前115年 马尔库斯·埃米利乌斯·斯卡乌鲁斯；马尔库斯·卡埃基利乌斯·梅特鲁斯
- 前114年 马尼乌斯·阿基利乌斯·巴尔布斯；盖乌斯·波尔基乌斯·加图
- 前113年 克奈乌斯·帕皮里乌斯·卡尔博；盖乌斯·卡埃基利乌斯·梅特鲁斯·卡普拉里乌斯
- 前112年 马尔库斯·李维·德鲁苏斯；卢基乌斯·卡尔普尔尼乌斯·皮索·卡埃索尼努斯
- 前111年 普布利乌斯·科尔内利乌斯·西庇阿·纳西卡·塞拉皮奥；卢基乌斯·卡尔普尔尼乌斯·贝斯蒂亚
- 前110年 马尔库斯·米努基乌斯·鲁弗斯；斯普里乌斯·波斯图米乌斯·阿尔比努斯
- 前109年 昆图斯·卡埃基利乌斯·梅特鲁斯·努米底库斯；马尔库斯·尤尼乌斯·西拉努斯
- 前108年 塞尔维乌斯·苏尔皮基乌斯·加尔巴；卢基乌斯·霍尔特恩西乌斯
  - 补任：马尔库斯·奥雷利乌斯·斯卡乌鲁斯
- 前107年 盖乌斯·马略 I；卢基乌斯·卡西乌斯·隆吉努斯
- 前106年 昆图斯·塞尔维利乌斯·卡埃皮奥；盖乌斯·阿蒂利乌斯·塞尔拉努斯
- 前105年 普布利乌斯·鲁蒂利乌斯·鲁弗斯；克奈乌斯·马尔利乌斯·马克西姆斯
- 前104年 盖乌斯·马略 II；盖乌斯·弗拉维乌斯·菲姆布里亚
- 前103年 盖乌斯·马略 III；卢基乌斯·奥雷利乌斯·奥雷斯特斯
- 前102年 盖乌斯·马略 IV；昆图斯·卢塔蒂乌斯·卡图卢斯
- 前101年 盖乌斯·马略 V；马尼乌斯·阿基利乌斯